# Sa Basseta
Sa Basseta és una propietat rural de Santa Maria del Camí situada a Passatemps, al peu del Puig de Son Seguí, entre Son Borràs i Son Bieló. Han estat unes terres molt aptes pel vinyet i en l'actualitat una bona part està coberta de vinyes. El 1747 era una tanca de Son Crespí. La finca va tenir un paper en la represa postfil·loxèrica gràcies a la iniciativa de Miquel Cases en el primer terç del s. XX, interessat a replantar la vinya sobre peu americà. Modernament a les seves cases s'hi ha ubicat un celler, amb 17 hectàrees de vinyet de les varietats premsal, cabernet sauvignon, chardonnay, vignier, merlot i manto negre.